# Turbanella pontica
Turbanella pontica är en djurart som tillhör fylumet bukhårsdjur, och som beskrevs av Alexander Valkanov 1957. Turbanella pontica ingår i släktet Turbanella och familjen Turbanellidae.
Artens utbredningsområde är Svarta Havet. Inga underarter finns listade i Catalogue of Life.